# Vachoniochactas humboldti
Espèce
Vachoniochactas humboldti est une espèce de scorpions de la famille des Chactidae.

## Distribution
Cette espèce est endémique de Colombie. Elle se rencontre dans les départements de Vichada et de Guainía.

## Description
Le mâle holotype mesure 23,15 mm et la femelle paratype 24,31 mm, les mâles mesurent de 19,30 à 24,02 mm et les femelles de 23,15 à 24,31 mm.

## Étymologie
Son nom d'espèce lui a été donné en référence à l'Instituto de Investigación de Recursos Biológicos Alexander von Humboldt.

## Publication originale
- Flórez, Botero-Trujillo & Acosta, 2008 : Description of Vachoniochactas humboldti sp. nov. from Colombia, with complementary notes on the genus (Scorpiones, Chactidae). Zootaxa, no 1853, p. 31–44.